# Wakobato
Wakobato ist eine Wasserfahrt des Herstellers Preston & Barbieri im Themenbereich Fantasy (engl. Fantasie) des Phantasialands in Brühl, die im Juli 2009 eröffnet wurde.
Ähnlich wie beim Splash Battle des Herstellers konnten die Fahrgäste mit Wasserpistolen mit Drehkurbeln auf Ziele schießen und Wasserfontänen auslösen.
Seit der Sommersaison 2022 jedoch wird Wakobato allerdings nur noch als „ruhige Bootsfahrt auf dem Mondsee“ betrieben, womit Wakobato offiziell keine Interaktive Bootsfahrt mehr ist.
Die Boote fahren jedoch nicht aufgeständert auf Schienen, sondern schwimmen in einem in den See eingelassenen Wasserkanal. Auch ein gegenseitiges Nassspritzen der Fahrgäste ist nicht möglich. Jeweils 8 Personen können in den 12 Booten in zwei Reihen mit Blickrichtung nach außen Platz nehmen. Für die Attraktion wurde der ehemalige Märchensee passend zum Fantasy-Thema, das mit Wuze Town eingeführt wurde, zum Mondsee umgestaltet.
Das Verwaltungsgericht Köln hat im Juli 2010 nach einer Klage eines Anwohners aufgrund der Lärmbelästigung durch das Fahrgeschäft die Baugenehmigung rückwirkend aufgehoben. Nach Einreichen einer neuen Baugenehmigung wurde der Betrieb der Attraktion seit Oktober 2011 bis zur endgültigen Klärung nur noch an Werktagen genehmigt, an Sonn- und Feiertagen bleibt der gesamte Bereich geschlossen.